# مجید جلیل سرقلعه
مجید جلیل سرقلعه، نمایندهٔ دورهٔ نهم مجلس شورای اسلامی از حوزهٔ انتخابیهٔ لردگان در استان چهارمحال و بختیاری، از طایفه جانکی و ایل جلیل است.

## نمایندگان استان چهارمحال وبختیاری در دوره نهم مجلس
مجید جلیل سرقلعه به همراه امیرعباس سلطانی از حوزه انتخابیه بروجن (عضو کمیسیون انرژی)، حمیدرضا عزیزی فارسانی از حوزه انتخابیه اردل، فارسان، کوهرنگ و کیار (عضو کمیسیون بهداشت و درمان) و سعید زمانیان از حوزه انتخابیه شهرکرد (عضو کمیسیون برنامه و بودجه و محاسبات) در نهمین دوره انتخابات مجلس شورای اسلامی از حوزه انتخابیه استان چهارمحال و بختیاری وارد بهارستان شد.
سیدسعید زمانیان در تاریخ ۹۱/۱۰/۲۰ بعنوان رئیس مجمع نمایندگان استان چهارمحال و بختیاری معرفی گردید.
استان چهارمحال و بختیاری دارای چهار نماینده در مجلس شورای اسلامی است.